# Hugo Fernández Faingold
Hugo Fernández Faingold (Montevidéu, 1 de março de 1947 – Maldonado, 22 de maio de 2025) foi um político, embaixador e professor uruguaio, que serviu como vice-presidente do Uruguai entre 1998 e 2000.

## Biografia
Entre 1985 e 1989, desempenhou o cargo de Ministro do Trabalho do Uruguai, período que corresponde ao primeiro mandato de Julio María Sanguinetti. 
Em 1994 foi eleito senador. Com a morte de Hugo Batalla, durante o mandato deste como vice-presidente, assumiu as suas funções de maneira automática, por ser o primeiro titular da lista mais votada do partido mais votado, segundo dispunha o artigo 94 da Constituição do Uruguai.
Em 2000, assumiu o posto de Embaixador do Uruguai nos Estados Unidos, cargo que ocupou até 2005.

## Morte
Hugo morreu no dia 22 de maio de 2025, aos 78 anos.